# زرآباد (سیریک)
زرآباد، روستایی در دهستان بیابان بخش مرکزی شهرستان سیریک در استان هرمزگان ایران است.

## جمعیت
بر پایه سرشماری عمومی نفوس و مسکن در سال ۱۳۹۵، جمعیت این روستا برابر با ۲۱۹ نفر (۵۱ خانوار) بوده‌است.